# Pennsylvania
 "Pennsylvanien" omdirigeres hertil. For den geologiske epoke, se Karbon (geologi).
Pennsylvania (tidl. også Pennsylvanien) er en amerikansk delstat. Delstatens hovedstad er Harrisburg, mens Philadelphia er den største by. Pennsylvania har omkring 13.002.700(2020) indbyggere.
Pennsylvania blev optaget som USA's 2. delstat 12. december 1787.

## Historie
Før delstaten blev oprettet, var området hjemsted for lenape, susquehanna, irokesere, eriez, shawnee og andre indfødte amerikanske stammer.
I 1643 blev den sydøstlige del af den senere delstat, i nærheden af Philadelphia, befolket af svenskere, men kontrollen over området overgik til Holland og videre til England.
Den 4. marts 1681 indgik Karl 2. af England en aftale med William Penn om området, som nu omfatter Pennsylvania. Penn grundlagde herefter provinsen Pennsylvania som et religiøst fristed for kvækerne, og gav den det latinske navn, som betyder "Penns skovland".
En stor del af landet nord og vest for Philadelphia, i amterne Montgomery, Chester og Delaware, blev bosat af walisiske kvækere, og området blev kaldt for det walisiske område. Selv i dag bærer mange byer og landsbyer navne, som stammer fra Wales.
De vestlige dele af Pennsylvania var blandt de omstridte territorier mellem briterne og franskmændene under den franske og indianske krig. Franskmændene etablerede talrige fæstninger i området, inklusive Fort Duquesne, hvor byen Pittsburgh nu ligger.
Koloniens rygte om religiøs frihed tiltrak også betydelige befolkninger af tyskere og skotsk-irske bosættere, som var med til at forme kolonitidens Pennsylvania og senere befolkede nabodelstaterne længere vestpå.
I 1704 fik de tre lavereliggende amter New Castle, Kent og Sussex en separat lovgivning, og i 1710 fik de et separat, udøvende råd og dannede den nye koloni Delaware.
Pennsylvania og Delaware var to af de 13 oprindelige kolonier, som gjorde oprør mod britisk styre i den amerikanske revolution i 1776. Pennsylvania blev den 12. december 1787 den anden delstat i USA, fem dage efter at Delaware blev den første.
Pennsylvania var også åsted for slaget ved Gettysburg nær Gettysburg. Slaget regnes som vendepunktet i den amerikanske borgerkrig. Nogle af de døde er begravet på Gettysburg National Cemetery, stedet for Abraham Lincolns Gettysburg-tale.

## Olie, stål og kul
I den sidste halvdel af det 19. århundrede blev den amerikanske olieindustri grundlagt i det vestlige Pennsylvania, og her produceredes den største oliemængde i USA. Petroleum var i årevis et særtræk ved Pennsylvania. Olien sivede ud langs flodbredderne, hvor den blev absorberet af tæpper, for derefter at sælges som medicin, der blev lovprist for sine påståede evner til at kurere alt fra struma til diarré. I 1859 fik den pensionerede togkonduktør Edwin Drake, uden spor kundskab om geologi, den idé at udvinde olie fra brønde. I Titusville borede han et 21 meter dybt hul, USAs første oliebrønd. Området oplevede et enormt opsving; blandt de tilrejsende var Abraham Lincolns drabsmand John Wilkes Booth, som her tabte sine sparepenge. Andre blev derimod enormt rige; men ikke minearbejderne. Takket være den store indvandring kunne man altid få nye. Arbejderne blev betalt pr ton, hvad der pressede dem til at arbejde hurtigt, uden mulighed for at sikre arbejdspladserne. Minegange gennemhullede grunden; hele dale blev ustabile, og i januar 1846 kollapsede mere end 200 mål minegange i Carbondale uden forvarsel, hvorved hundredvis omkom.
I løbet af det 20. århundrede ekspanderede Pennsylvanias jernindustri med en betydelig stålproduktion. Skibsbygning og andre former for industri blomstrede i den østlige del af delstaten, og kulminer var også et ekstremt vigtigt erhverv i mange regioner. Sent i 1800-tallet og tidligt i 1900-tallet modtog Pennsylvania et stort antal immigranter fra Europa. Pennsylvania blev hårdt ramt af nedgangen i stålindustrien og andre tunge amerikanske industrier i slutningen af det 20. århundrede. Ved præsidentvalget i USA 2016 satte en stor del af vælgermassen derfor sit håb til Trump.
Det østlige Pennsylvania ligger på nogle af verdens rigeste kulforekomster. Straks europæerne ankom, forstod de, at her fandtes kul i nærmest ufattelige mængder- dog for det meste antracit, en kultype så hård (95% karbon), at man ikke vidste, hvordan den skulle udvindes. Men i 1828 fandt James Neilson på at føre opvarmet luft (i stedet for kold luft) ind i en forbrændingsovn af jern ved hjælp af en blæsebælg ("varmluftstryk"). Processen ændrede kulindustrien i hele verden (Wales har også megen antracit), men især i USA. Mod slutningen af 1800-tallet udvandt USA 300 millioner tons kul i året, omtrent lige meget som resten af verden sammenlagt; og det meste kom fra Pennsylvanias antracitbælte. Minestøv var meget letantændeligt, og belysningen som regel åben ild. Eksplosioner og brande blev dermed udbredt, og mellem 1870 og udbruddet af første verdenskrig omkom omkring 50.000 mennesker i USAs miner.
Centralia  var et hyggeligt lille minesamfund med henved 2.000 indbyggere i 1950. Imidlertid var det bygget over 24 millioner tons antracit. I 1962 antændte en brand på en losseplads i Centralias udkant en kulåre. Brandvæsenet kæmpede forgæves med branden, som hele tiden blussede op igen; og så begyndte den at æde sig langsomt frem langs de underjordiske kulårer. En uhyggelig røg begyndte at stige op fra jorden, som tågedis eller mosekonens bryg. På hovedvejen blev asfalten varm at røre ved, slog sprækker og lukkede sig, så vejen ikke kunne bruges. Røgtæppet bredte sig ud over skoven, mens branden ulmede videre. I 1979 nåede temperaturen fire meter under huskældrene op i 500 grader. 14. februar 1981 faldt den 12-årige Todd Domboski ned i et hul, der pludselig åbnede sig under ham. Med minegas bølgende omkring sig, reddede han livet ved at klamre sig til en trærod og skrige om hjælp. Hullet blev målt til 24 meters dybde. I løbet af få dage kollapsede grunden på samme vis flere steder, og regeringen bevilgede $ 42 millioner til at få befolkningen evakueret. Efterhånden som de flyttede væk, blev folks huse jævnet med jorden. I 2014 boede der kun seks mennesker på stedet. Beregnet ud fra de enorme antracitforekomster, vil branden kunne fortsætte de næste 250 år. Forfatteren David DeKok skrev, at "et her var en verden hvor intet menneske kunne leve, varmere end planeten Merkur, med en atmosfære lige giftig som Saturns." 

## Politik
Pennsylvania regnes som en svingstat, da dens politik ikke domineres af et enkelt parti. I 2009 har det republikanske parti flertal i statssenatet, demokraterne i repræsentanternes hus, ligesom partierne har hver én i det føderale Senat, mens demokraterne har 12 og republikanerne 7 pladser det føderale Repræsentanternes Hus. det demokratiske parti har guvernørposten, og partiets kandidat har vundet delstaten i de seneste fem præsidentvalg. Bill Clinton vandt staten to gange, Al Gore vandt her i 2000, som John Kerry gjorde det i 2004 med 50,9% af stemmerne, mens Barack Obama fik 54,5% i 2008. Demokraterne har majoriteten i Philadelphia-området og tillige i Allentown, Scranton og Wilkes-Barre i øst, i sydvest, Pittsburgh-området i vest og Erie i nordvest. De centrale landbrugsområder i delstaten har en tendens til at være konservative.

## Geografi
Pennsylvanias kælenavn "hjørnestensstaten" er rammende, da delstaten danner en geografisk bro mellem de nordøstlige og sydlige delstater og mellem atlanterhavskysten og Midtvesten. Den grænser til New York i nord og nordøst, New Jersey i øst på den anden side af Delaware-floden, Delaware, Maryland og West Virginia i syd, Ohio i vest og Lake Erie i nordvest.
Delaware, Susquehanna, Monongahela, Allegheny og Ohio er betydelige floder i delstaten. Hovedstaden er Harrisburg.
Pennsylvania er 255 km fra nord til syd og 455 km fra øst til vest. Det totale areal er 119.283 km², hvoraf 3.208 km² består af vand. Det er den 33. største delstat i USA. Det højeste punkt er Mount Davis, som er 979 m højt. Pennsylvania ligger i den østlige tidszone.
Pennsylvania er diagonalt delt i to fra sydvest til nordøst af bjergkæden Appalacherne. Nordvest for bjergene ligger det dalrige Allegheny-plateau, som fortsætter ind i det sydvestlige og sydlige centrale New York. Plateauet består af sedimentære lag, som indeholder store mængder af fossiler og tillige naturgas og olie. I 1859 borede Edwin L. Drake den første olieboring i USA nær Titusville i disse lag. Lignende stenlag indeholder også kul syd og øst for olie- og gasforekomsterne. Disse fossile brændsler har været en vigtig resurse for Pennsylvania. Tømmervirksomhed og fremstillingen af mælkeprodukter er også vigtige erhverv i den centrale del af delstaten og i det vestlige Pennsylvania. Langs kysten af Lake Erie i nordvest findes frugt- og grønsagsproduktion og vinproduktion.
Pennsylvania har 150 km grænse langs Delaware-flodens bredder, men er en delstat uden egen kystlinje langs Atlanterhavet. Pennsylvania er den eneste virkelige indlandsstat af de 13 oprindelige kolonier, selv om Connecticut, som ligger ved Long Island-sundet, heller ikke har nogen egentlig kystlinje.
Delstaten har en af de største havne i USA i Philadelphia. I vest er havnen i Pittsburgh også meget stor og overgår til og med Philadelphia i årlig tonnage pga den store mængde af råkul, som bliver skibet ud på Ohio-floden.

### Større byer
| - Allentown - Bethlehem - Easton - Erie - Harrisburg - Lancaster - Philadelphia | - Pittsburgh - Reading - Scranton - Washington - Wilkes-Barre - Williamsport - York |

## Økonomi
Pennsylvanias økonomi var i 1999 den sjettestørste blandt USA's delstater, og gennemsnitsindtægten var i 2000 den 18. største blandt delstaterne. Landbruget er et vigtigt erhverv, og blandt industriprodukter, der fremstilles her, kan nævnes forarbejdede fødevarer, kemiske produkter, maskiner og elektrisk udstyr.

## Demografi
4,6% af delstatens befolkning er født i udlandet, og den har en af de hurtigst voksende asiatiske og spansktalende befolkningsgrupper i landet. I løbet af 1970'erne og 1980'erne voksede befolkningen i Pennsylvania langsomt. I 1990'erne og frem til i dag er flere begyndt at flytte fra andre delstater til Pennsylvania.
Pennsylvania er hovedsagelig befolket af folk med europæisk ophav i områderne længst mod nordøst, det nordlige, centrale område og områder omkring Pittsburgh. Philadelphia og de omkringliggende amter og delstaten som helhed er en smeltedigel med et stort antal af sorte, spansktalende, asiater og arabere.

### Ophav
Fordelingen af befolkningsgrupperne er:
- 84,1% hvide
- 10,0% sorte
- 3,2% spansktalende
- 1,8% asiater
- 0,1% indianere
- 1,2% blandet

De fem største befolkningsgrupper i Pennsylvania er: tyske (25,4%), irske (16,1%), italienske (11,5%), afro-amerikanere (10%), engelske (7,9%).
Indbyggere med tysk ophav lever hovedsagelig i områderne udenfor Philadelphia. Det nordøstlige Pennsylvania har indbyggere med britisk ophav ved grænsen til New York, og der er mange polsk-amerikanere i Scranton-området. Philadelphia har et sort flertal, mens mindre sorte befolkninger findes i Pittsburgh og Harrisburg. Irsk-amerikanere er den klart største etniske gruppe i Delaware County og Philadelphia-området. Pennsylvania har flere slovakker og walisere end nogen anden delstat i USA. Pennsylvania har også en større befolkning af tyskere, irere, italienere og russere end nogen anden delstat, og flest ukrainere med undtagelse af New York. I Lancaster County er der et større indslag af amish-befolkning.

## Amter
- Adams
- Allegheny
- Armstrong
- Beaver
- Bedford
- Berks
- Blair
- Bradford
- Bucks
- Butler
- Cambria
- Cameron
- Carbon
- Centre
- Chester
- Clarion
- Clearfield
- Clinton
- Columbia
- Crawford
- Cumberland
- Dauphin
- Delaware
- Elk
- Erie
- Fayette
- Forest
- Franklin
- Fulton
- Greene
- Huntingdon
- Indiana
- Jefferson
- Juniata
- Lackawanna
- Lancaster
- Lawrence
- Lebanon
- Lehigh
- Luzerne
- Lycoming
- McKean
- Mercer
- Mifflin
- Monroe
- Montgomery
- Montour
- Northampton
- Northumberland
- Perry
- Philadelphia
- Pike
- Potter
- Schuylkill
- Snyder
- Somerset
- Sullivan
- Susquehanna
- Tioga
- Union
- Venango
- Warren
- Washington
- Wayne
- Westmoreland
- Wyoming
- York

## Ekstern henvisning
- Delstaten Pennsylvanias hjemmeside (engelsk)

41°0′N 77°30′V / 41.000°N 77.500°V